# Cantharolethrus azambrei
Cantharolethrus azambrei es una especie de coleóptero de la familia Lucanidae.

## Distribución geográfica
Habita en Ecuador y Perú.